# Iblul-il
Iblul-il ist der erste bekannte König von Mari. Von ihm wurde eine Statue mit Inschrift im Ištar-Tempel gefunden. Er wird aber auch in anderen Votivgaben, wie der berühmten Statuette des Sängers Ur-Nanše erwähnt. Aufgrund von Texten im Archiv von Ebla kann er gleichzeitig mit dessen Herrscher Irkab-Damu korreliert werden.
Aus historischen Aufzeichnungen geht hervor, dass er einen Krieg gegen Ebla führte und unterlag. Infolgedessen verlor er seine Stellung als König, durfte jedoch als von Ebla abhängiger Gouverneur weiter über Mari herrschen. Damit wurde ein langandauernder Konflikt beendet, in welchem Iblul-il vor allem die wirtschaftlichen Interessen Eblas zu beschränken versuchte.